# Лодыньский, Юзеф
Юзеф Лодыньский (пол. Józef Łodyński; 19 октября 1919 — 6 февраля 1984) — польский актёр театра, кино и телевидения.

## Биография
Юзеф Лодыньский родился в Лодзи. Актёрское образование получил в Государственной высшей театральной школе (теперь Театральная академия им. А. Зельверовича в Варшаве), которую окончил в 1951 году. Актёр театров в Лодзи, Познани и Калише. Выступал в спектаклях «театра телевидения» в 1964—1981 годах. 

## Избранная фильмография
- 1953 — Дело, которое надо уладить / Sprawa do załatwienia
- 1953 — Пятеро с улицы Барской / Piątka z ulicy Barskiej
- 1955 — Три старта / Trzy starty
- 1957 — Обломки корабля / Wraki
- 1957 — Месть / Zemsta
- 1958 — Вольный город / Wolne miasto
- 1958 — Галоши счастья / Kalosze szczęścia
- 1958 — База мёртвых людей / Baza ludzi umarłych
- 1959 — Орёл / Orzeł
- 1959 — Инспекция пана Анатоля / Inspekcja pana Anatola
- 1959 — Загадочный пассажир / Pociąg
- 1960 — Тысяча талеров / Tysiąc talarów
- 1960 — Пиковый валет / Walet pikowy
- 1960 — Стеклянная гора / Szklana góra
- 1960 — Счастливчик Антони / Szczęściarz Antoni
- 1961 — Апрель  / Kwiecień
- 1962 — Дом без окон / Dom bez okien
- 1962 — Семья Милцареков / Rodzina Milcarków
- 1962 — О тех, кто украл Луну / O dwóch takich, co ukradli księżyc
- 1962 — Чёрные крылья / Czarne skrzydła
- 1963 — Кодовое название «Нектар» / Kryptonim Nektar
- 1963 — Где генерал? / Gdzie jest generał...
- 1964 — Жизнь ещё раз / Życie raz jeszcze
- 1965 — Горячая линия / Gorąca linia
- 1965 — Капитан Сова идёт по следу / Kapitan Sowa na tropie (только в 3-й серии)
- 1966 — Жареные голубки / Pieczone gołąbki
- 1966 — Дон Габриэль / Don Gabriel
- 1966 — Ад и небо / Piekło i niebo
- 1966 — Терпкий боярышник / Cierpkie głogi
- 1966 — Давай любить сиренки / Kochajmy syrenki
- 1967 — Вестерплатте / Westerplatte
- 1967 — Ставка больше, чем жизнь / Stawka większa niż życie (только в 14-й серии)
- 1968 — Кукла / Lalka
- 1969 — Приключения канонира Доласа, или Как я развязал Вторую мировую войну / Jak rozpętałem drugą wojnę światową
- 1972 — Коперник / Kopernik
- 1973 — Профессор на дороге / Profesor na drodze
- 1973 — Майор Хубаль / Hubal
- 1973 — Санаторий под клепсидрой / Sanatorium pod klepsydrą
- 1973 — Чёрные тучи / Czarne chmury
- 1974 — Весна, пан сержант! / Wiosna panie sierżancie
- 1974 — Сколько той жизни / Ile jest życia (только в 10-й серии)
- 1975 — История греха / Dzieje grzechu
- 1975 — Моя война, моя любовь / Moja wojna, moja miłość
- 1975 — Казимир Великий / Kazimierz Wielki
- 1976 — Честь ребёнка / Honor dziecka
- 1977 — Палас-отель / Palace Hotel
- 1977 — Кукла / Lalka
- 1978 — Семья Поланецких / Rodzina Połanieckich (только в 4-й серии)
- 1979 — Белая мазурка / Biały mazur
- 1982 — Прогноз погоды / Prognoza pogody

## Признание
- Серебряный Крест Заслуги (1973).